# 小行星5986
小行星5986（英語：5986 Xenophon）是一颗围绕太阳公转的小行星。1969年10月2日，P. Wild在齐美尔瓦尔德发现了此天体。
这颗小行星的绝对星等为94.63413等。